# Achille de Larissa
Pour les articles homonymes, voir Saint Achille et Achille.
Achille de Larissa (mort en 330), l'un des saint Achille, fut évêque de Larissa en Grèce. On trouve mention de sa présence en tant que pèlerin à Jérusalem au tombeau du Christ et à Rome aux tombeaux des Apôtres. C'est dans la Ville éternelle qu'il reçut la grâce de la prédication apostolique. De retour dans son pays, il fut un évêque très attentif aux pauvres, aux malades et aux étrangers. Il administra son diocèse avec un grand soin pastoral. Il était présent au concile de Nicée en 325.
Il est fêté le 12 mai en Occident, remplaçant saint Pancrace de Rome dans le nouveau Sanctoral comme deuxième saint de glace, et le 15 mai en Orient.
Il est le patron de la ville de Larissa (Thessalie) en Grèce et de l'île qui porte son nom sur le petit lac Prespa.

## Sources
- Le Petit Livre des saints - Rosa Giorgi - Larousse - 2006 - page 286 -  (ISBN 978-2-03-582665-7)